# プラネタリー・リソーシズ
プラネタリー・リソーシズ（英語: Planetary Resources, Inc.）は、将来の小惑星鉱業を目的とするアメリカ合衆国の企業である。2010年の設立当初は Arkyd Astronautics という社名であったが、2012年に現在の名称へと変更された。
2018年10月に、ブロックチェーンソフトウェアを手掛けるConsenSys社に買収された。2022年6月には資産が競売にかけられ従業員も離散したことが報じられている。

## 概要
プラネタリー・リソーシズは目標として、最終的には小惑星での鉱業を実現し、「地球の天然資源を拡張する」ことを掲げていた。2012年時点では、そのための初期計画として目標となる小惑星を絞り込むための資源探査用の小型宇宙望遠鏡の開発を進めていた。これらの宇宙機では地上との通信に光無線通信が採用されており、従来使われていたRFアンテナによるものと比べ小型化が実現できるとしていた。プラネタリー・リソーシズでは、こうした宇宙望遠鏡には資源調査や地球近傍天体の発見といった用途での需要もあると見込んでいた。
2014年、同社は技術的な障害と費用面を理由に、当面の目標を小惑星鉱物資源の採掘ではなく水の採取へと方針転換した。小惑星やその付近で採取した水を燃料に加工し、軌道上を周回する燃料貯蔵庫に貯蔵し利用することで、老朽化した商用衛星の耐用年数を延ばすという構想を発表していた。ロボット宇宙船が太陽電力を使って小惑星やそこから出る水蒸気から水を取り出し、それを水素と酸素に分解、衛星の推進燃料として使えるようにするというものである。ただし、最終的には希少金属を小惑星から掘削する事業の確立を目指していた。
同社は2014年10月最初の実験機Arkyd-3を国際宇宙ステーション (ISS) に送ったが、これはアンタレスの打ち上げ失敗により失われた。2015年7月には改めてArkyd-3RがISSから軌道上に放出された。2018年1月には2機目となるArkyd-6がインドのPSLVにより打ち上げられた。一方で2018年には資金難に陥ったことが報じられており、2018年10月31日にブロックチェーンソフトウェアを手掛けるConsenSys社に買収されたことが発表された。同社は2020年5月にプラネタリー・リソーシズの知的財産を公開、残った機材を競売にかけた。従業員は他の宇宙企業に離散したと報じられている。